# Зимбабвийско-пакистанские отношения
Зимбабвийско-пакистанские отношения — двусторонние дипломатические отношения между Зимбабве и Пакистаном. Государства являются членами Организации Объединённых Наций, ранее входили в состав Британской империи.

## История
Государства имеют прочные культурные и политические связи, в том числе и в обороне. Правительство Пакистана обязалось всегда поддерживать Зимбабве в трудные времена и продолжать оказывать помощь всеми возможными способами, стремясь укрепить и без того тёплые отношения между двумя странами.
С 1983 года государства участвуют в военном и оборонном сотрудничестве. Соглашение было вновь продлено в 2007 году, когда Пакистан направил нескольких старших военных экспертов для помощи в укреплении и обучении армии президента Зимбабве Роберта Мугабе. Эксперты должны были находиться в стране в течение двух лет и оплачиваться правительством Зимбабве в долларах США.
В 2008 году, выступая на мероприятии, посвященном первой годовщине Ассоциации дружбы Пакистана и Зимбабве, посол Пакистана Риффат Икбал заявила, что две страны поддерживают тёплые отношения, отмеченные взаимным уважением и общностью взглядов по важным вопросам. В Зимбабве проживает небольшая община пакистанских экспатриантов, насчитывавшая более 400 человек в 2005 году, которая в основном состоит из профессионалов, бизнесменов и торговцев. Кроме того, значительное число индийских мигрантов, прибывших из Южной Азии и поселившихся в Зимбабве, имеют семейные связи на территориях, которые в настоящее время составляют современный Пакистан.
Известно, что президент Пакистана Мухаммад Зия-уль-Хак, обращаясь к небольшому собранию пакистанцев в Зимбабве, прокомментировал стереотипы об африканцах, заявив, что его соотечественники не должны обращать внимание на чёрный цвет кожи жителей потому, что «они [зимбабвийцы] добрые сердцем».

## Инвестиционные и стратегические интересы
Несмотря на определённые экономические трудности в Зимбабве, пакистанские инвесторы продолжают проявлять интерес к изучению инвестиционных возможностей страны. Созданы совместные предприятия в области развития торговли, которые определены Пакистаном как средство для достижения цели по борьбе с бедностью в Зимбабве.

## Дипломатические представительства
- Зимбабве не имеет посольства в Исламабаде[7].
- Пакистан содержит посольство в Хараре[8].